# Duberria lutrix
Espèce
Synonymes
- Coluber lutrix Linnaeus, 1758
- Homalosoma lutrix (Linnaeus, 1758)
- Calamaria arctiventris Schlegel, 1837
- Cyclophis catenatus Theobald, 1868
- Homalosoma abyssinicum Boulenger, 1894
- Homalosoma lutrix var. atriventris Sternfeld, 1912

Statut de conservation UICN

 LC  : Préoccupation mineure
Duberria lutrix est une espèce de serpents de la famille des Lamprophiidae.

## Répartition
Cette espèce se rencontre en Afrique du Sud, au Swaziland, au Mozambique, au Zimbabwe, en République démocratique du Congo, en Tanzanie, au Rwanda, au Burundi, en Ouganda, au Kenya et en Éthiopie.

## Liste des sous-espèces
Selon The Reptile Database (9 septembre 2014) :
- Duberria lutrix abyssinica (Boulenger, 1894)
- Duberria lutrix atriventris (Sternfeld, 1912)
- Duberria lutrix basilewskyi Skelton-Bourgeois, 1961
- Duberria lutrix currylindahli Laurent, 1956
- Duberria lutrix lutrix (Linnaeus, 1758)

## Taxinomie

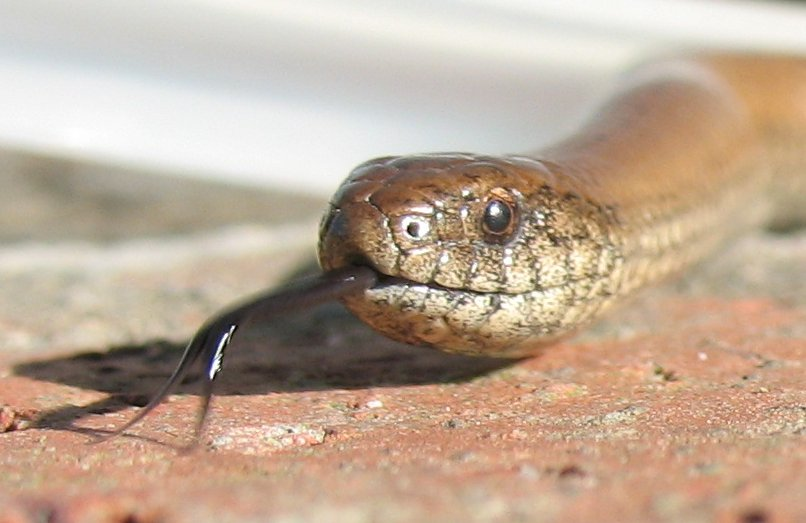
Duberria lutrix

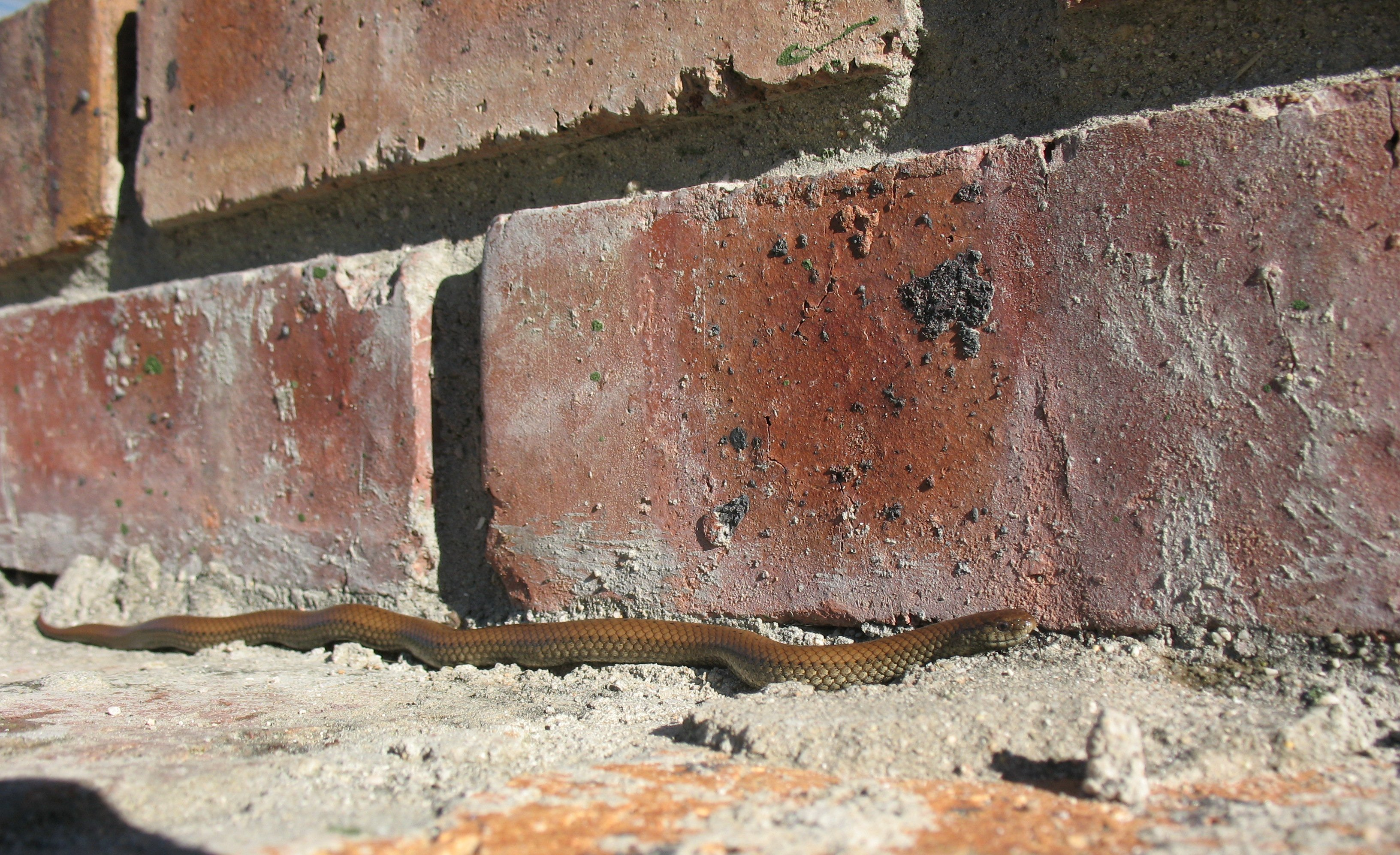
Duberria lutrix

Duberria lutrix rhodesiana a été élevée au rang d'espèce par Broadley et Blaylock en 2013.

## Publications originales
- Boulenger, 1894 : Catalogue of the Snakes in the British Museum (Natural History). Volume II., Containing the Conclusion of the Colubridæ Aglyphæ, p. 1-382 (texte intégral).
- Laurent, 1956 : Contribution à l'herpetologie de la région des Grandes Lacs de l'Afrique centrale. Annales du Musée Royal du Congo Belge, vol. 48, p. 1-390.
- Linnaeus, 1758 : Systema naturae per regna tria naturae, secundum classes, ordines, genera, species, cum characteribus, differentiis, synonymis, locis, ed. 10 (texte intégral).
- Skelton-Bourgeois, 1961 : Reptiles et batraciens d'Afrique orientale. Revue de Zoologie et de Botanique Africaines, vol. 63, p. 309-338.
- Sternfeld, 1912 : IV. Zoologie II. Lfg. Reptilia in Schubotz, 1912 : Wissenschaftliche Ergebnisse der Deutschen Zentral-Afrika Expedition 1907-1908, unter Führung A. Friedrichs, Herzogs zu Mecklenburg. Klinkhard und Biermann, Leipzig, vol. 4, p. 197-279 (texte intégral).